# Spiseseddel
- En spiseseddel er det menukort, som restauranter skal hænge op uden for døren med en fortegnelse over de retter, de serverer.

- En "spiseseddel' (tidligere også flyveblad eller løbeseddel) er et mindre ark (plakat) med dagens overskrifter, som en trykt avis reklamerer med for sin nyeste udgave. En spiseseddel ses  i nærheden af kiosker i specielle udskiftningsrammer.

Tidligere blev "spisesedler" uddelt, hvor mange mennesker færdedes. Det kunne være på jernbanestationer, sporvognsstoppesteder og centrale pladser. De kunne også spredes fra fly, også kendt som flyveblade. Et eksempel på dette er flyvebladet Oprop, der blev nedkastet som en del af Invasionen af Danmark i 1940.

## Anden betydning
"Spisesedler" uddeles i Sverige til elever, som kan se hvad undervisningen byder på.